# Championnat du Bangladesh de football 2015
Navigation
Édition précédente Édition suivante
La saison 2015 du Championnat du Bangladesh de football est la huitième édition de la Bangladesh League, le championnat national professionnel de première division bangladais. Les onze équipes engagées sont regroupées au sein d'une poule unique où elles affrontent deux fois leurs adversaires. Toutes les rencontres sont disputées au Bangabandhu National Stadium de Dacca. En fin de saison, le dernier du classement est relégué en deuxième division.
C'est le tenant du titre, le club de Sheikh Jamal Dhanmondi Club qui remporte à nouveau la compétition cette saison après avoir terminé en tête du classement, avec neuf points d'avance sur Sheikh Russell KC et treize sur Mohammedan SC Dacca. C'est le troisième titre de champion du Bangladesh de l'histoire du club qui réussit même un nouveau doublé en s'imposant en finale de la Coupe du Bangladesh face à Muktijoddha.

## Participants
- Abahani Limited Dhaka
- Mohammedan SC Dacca
- Muktijoddha Sangsad KC
- Sheikh Russell KC
- Brothers Union
- Rahmatganj MFS - Promu de D2
- Abahani Limited Chittagong
- Farashganj SC - Promu de D2
- Team BJMC
- Feni Soccer Club
- Sheikh Jamal Dhanmondi Club

## Compétition

### Classement
Le classement est établi sur le barème de points classique : victoire à 3 points, match nul à 1, défaite à 0.
| Rang | Équipe                          | Pts | J  | G  | N | P  | Bp | Bc | Diff |
| ---- | ------------------------------- | --- | -- | -- | - | -- | -- | -- | ---- |
| 1    | Sheikh Jamal Dhanmondi Club'T'C | 51  | 20 | 16 | 3 | 1  | 60 | 22 | +38  |
| 2    | Sheikh Russell KC               | 42  | 20 | 13 | 3 | 4  | 41 | 25 | +16  |
| 3    | Mohammedan SC Dacca             | 38  | 20 | 11 | 5 | 4  | 38 | 17 | +21  |
| 4    | Abahani Limited Dhaka           | 35  | 20 | 10 | 5 | 5  | 32 | 13 | +19  |
| 5    | Brothers Union                  | 35  | 20 | 10 | 5 | 5  | 29 | 21 | +8   |
| 6    | Muktijoddha Sangsad KC          | 28  | 20 | 8  | 4 | 8  | 31 | 31 | 0    |
| 7    | Team BJMC                       | 22  | 20 | 6  | 4 | 10 | 26 | 28 | -2   |
| 8    | Feni Soccer Club                | 18  | 20 | 5  | 3 | 12 | 26 | 42 | -16  |
| 9    | Abahani Limited Chittagong      | 16  | 20 | 3  | 7 | 10 | 13 | 35 | -22  |
| 10   | Rahmatganj MFSP                 | 14  | 20 | 3  | 5 | 12 | 21 | 39 | -18  |
| 11   | Farashganj SCP                  | 6   | 20 | 0  | 6 | 14 | 15 | 59 | -44  |

|  | Qualification pour la Coupe de l'AFC 2017                                                  |
|  | Relégation directe en deuxième division                                                    |
|  | T : Tenant du titre C : Vainqueur de la Coupe du Bangladesh P : Promu de deuxième division |

## Bilan de la saison
| Championnat du Bangladesh de football 2015 |                                        |
| Champion                                   | Sheikh Jamal Dhanmondi Club (3e titre) |
| Coupes et trophées                         |                                        |
| Vainqueur de la Coupe du Bangladesh 2015   | Sheikh Jamal Dhanmondi Club            |
| Qualifications continentales               |                                        |
| Coupe de l'AFC 2017                        | Sheikh Jamal Dhanmondi Club            |
| Coupe de l'AFC 2017                        | Sheikh Russell KC                      |
| Promotions et relégations                  |                                        |
| Promus en Bangladesh League                | Uttar Baridhara SC                     |
| Promus en Bangladesh League                | Arambagh KS                            |
| Relégués en Bashundara Senior Division     | Farashganj SC                          |